# Arnouville
Arnouville ist eine französische Gemeinde im Département Val-d’Oise der Region Île-de-France, etwa 18 Kilometer nördlich von Paris. Sie zählt 14.898 Einwohner (Stand 1. Januar 2022). Bis zum 8. Juli 2010 hieß die Gemeinde Arnouville-lès-Gonesse. Die Einwohner werden Arnouvillois genannt.
Nachbargemeinden von Arnouville sind: Gonesse, Bonneuil-en-France, Garges-lès-Gonesse, Sarcelles und Villiers-le-Bel.
Die Gemeinde ist durch die Nahverkehrslinie RER D (Station Villiers-le-Bel – Gonesse – Arnouville) in den öffentlichen Nahverkehr des Großraums Paris eingebunden.

## Bevölkerungsentwicklung
| Jahr      | 1962   | 1968   | 1975   | 1982   | 1990   | 1999   | 2006   | 2011   |
| Einwohner | 10.227 | 11.114 | 11.085 | 10.530 | 12.223 | 12.291 | 12.833 | 13.737 |

## Sehenswürdigkeiten
Siehe auch: Liste der Monuments historiques in Arnouville
- Schloss Arnouville

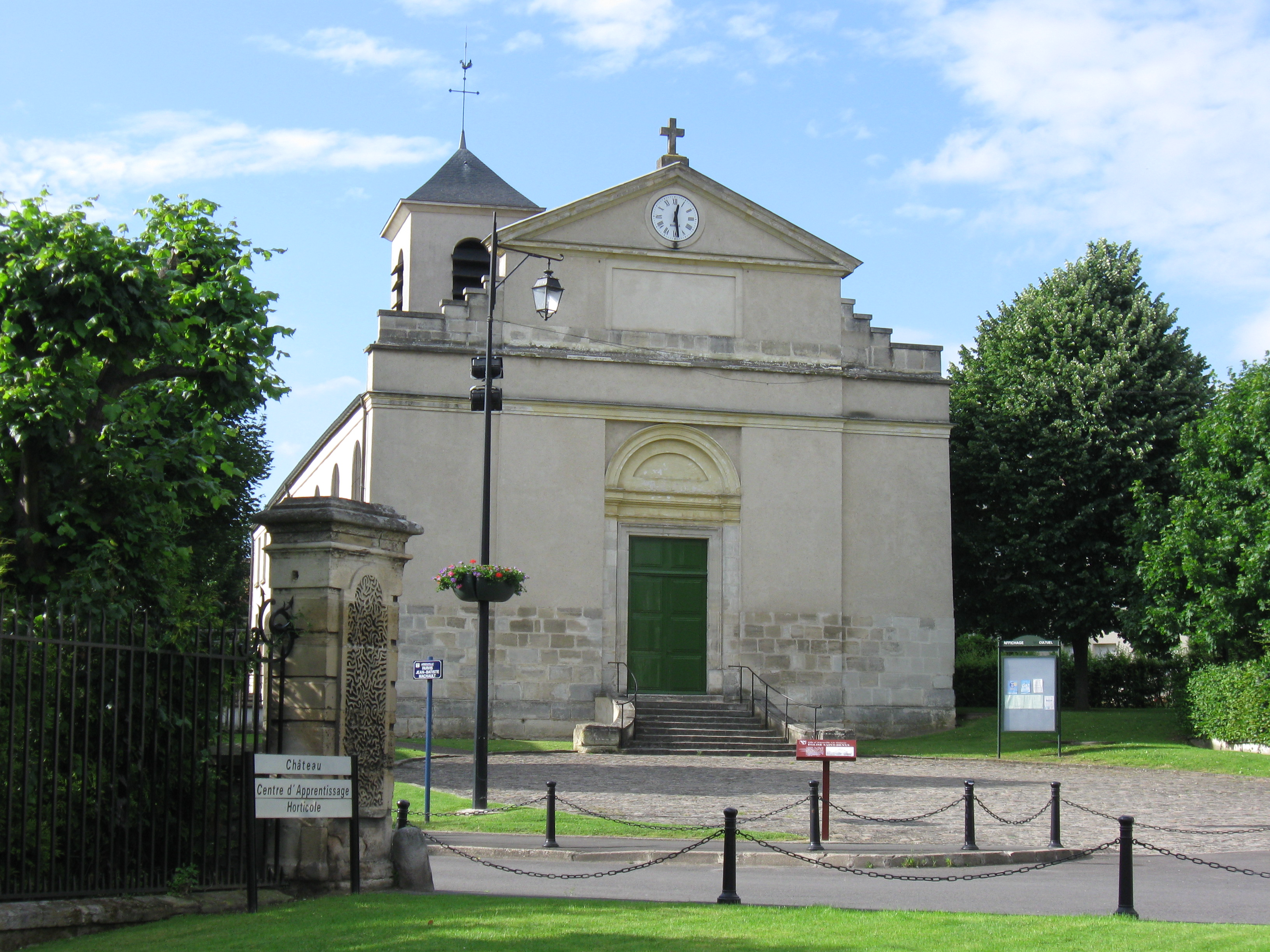
Kirche Saint-Denis
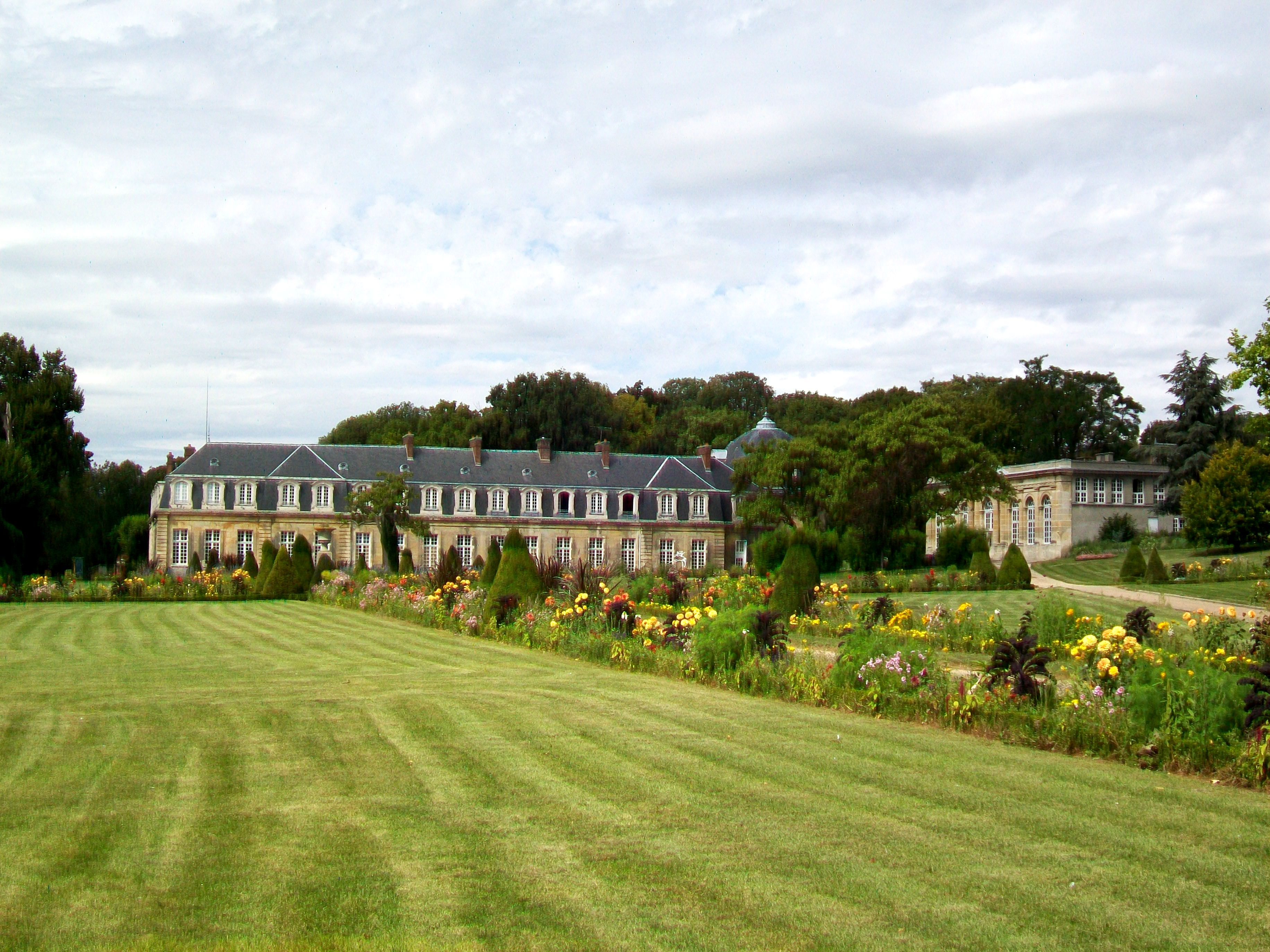
Schloss Arnouville
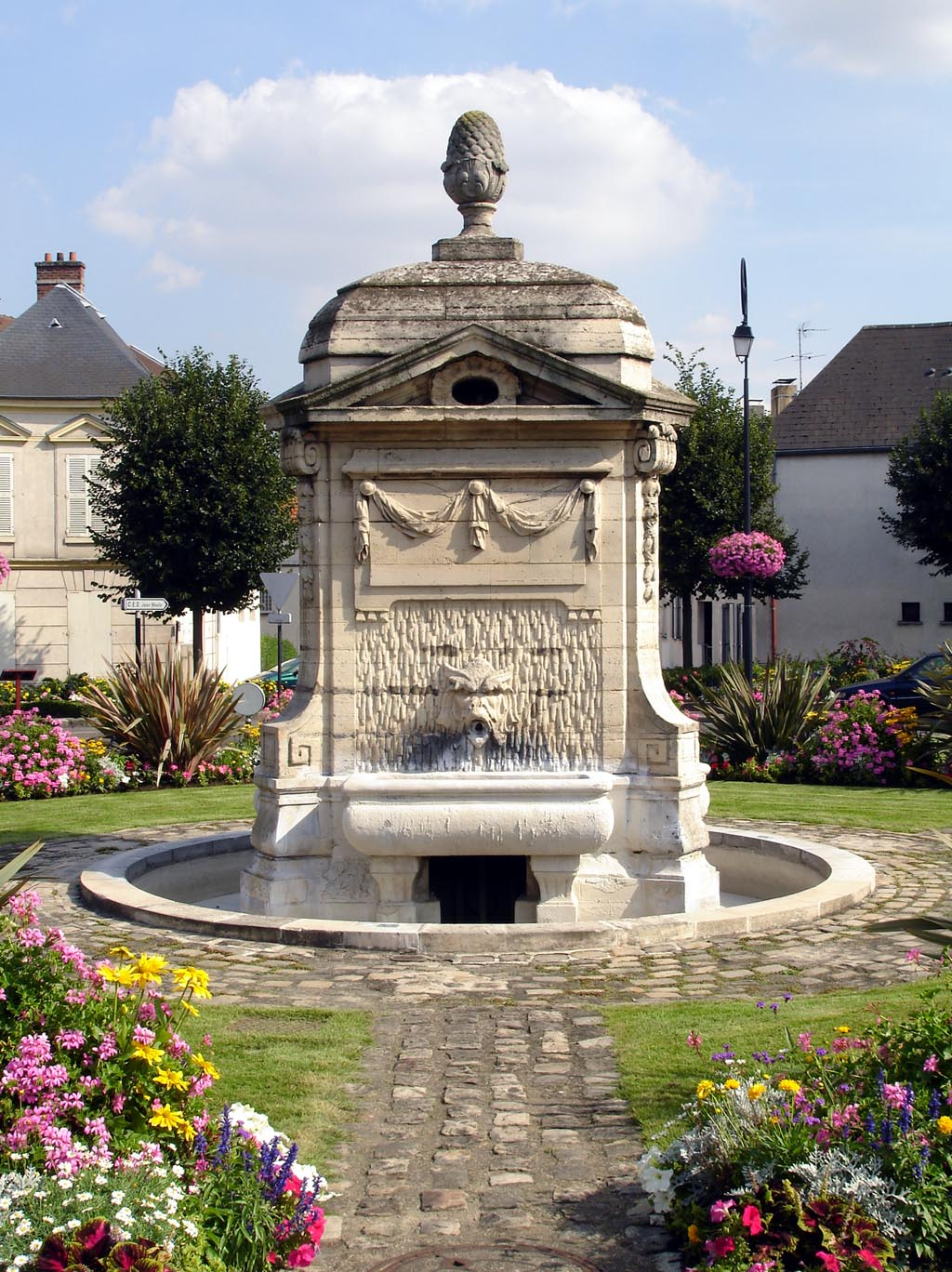
Brunnen

- Brunnen, erbaut 1750

- Kirche Saint-Denis
- Schloss Arnouville
- Brunnen

## Städtepartnerschaften
Seit 20. Juni 1982 besteht eine Partnerschaft mit der bayerischen Stadt Miltenberg (Deutschland).